# Чшае шукарие
„Чшае шукарие“ е предаване на телевизия СКАТ с водещ Найден Рангелов. То е предаване за живота на ромското малцинство в България. Провеждат се дискусии с гости по наболели етнически проблеми.
Предаването се излъчва на живо в неделя от 14:00 часа.